# Aria… non sei più tu
«Aria… non sei più tu» (с итал. — «Воздух… это больше не ты») — песня известного итальянского певца и актёра Адриано Челентано из его сорокового альбома, Dormi amore, la situazione non è buona.

## Описание
2 апреля 2008 года песня была выпущена в качестве третьего сингла с альбома Dormi amore, la situazione non è buona.
Музыку к данной песне написал композитор Даниель Вулетич, а текст — рэпер Джованотти. Она является своеобразным продолжением песни «Il ragazzo della via Gluck», написанной сорока годами ранее. Композиция посвящена экологическим проблемам, а также недобросовестности правительства. 22 апреля 2008 года «Aria… non sei più tu» стала заглавной темой Дня Защиты Земли в Италии — на итальянском телеканале Sky периодически транслировался социальный видеоролик об экологических проблемах, саундтреком которого послужила данная песня.

## Список композиций
| №  | Название               | Автор(ы)                            | Длительность |
| -- | ---------------------- | ----------------------------------- | ------------ |
| 1. | «Aria… non sei più tu» | Лоренцо Джованотти, Даниель Вулетич | 4:28         |

## Участники записи
- Адриано Челентано — вокалист.
- Лоренцо Джованотти, Даниель Вулетич — авторы (слова и музыка).
- Антонелла Пепе (итал. Antonella Pepe) — бэк-вокал.
- Майкл Томпсон (итал. Michael Thompson) — гитара.
- Массимо Варини (итал. Massimo Varini) — гитара.
- Нейл Стьюбенхаус (англ. Neil Stubenhaus) — бас-гитара.
- Джанни Коша (итал. Gianni Coscia) — аккордеон.
- Винни Колаюта — ударная установка.
- Челсо Валли (итал. Celso Valli) — фортепиано, аранжировка.